# Comunitatea Taizé

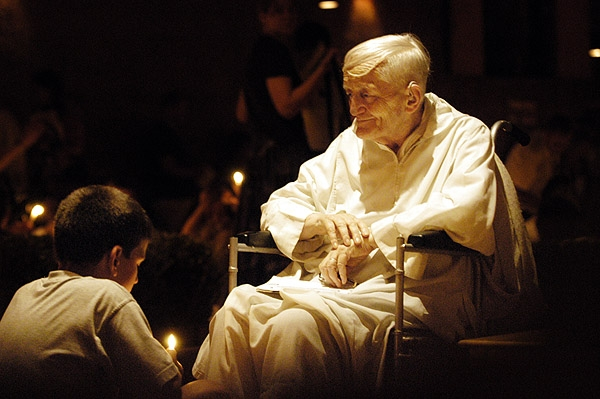
Fratele Roger din Taizé, 2003

Comunitatea Taizé este o comunitate monastică creștină de bărbați în Taizé, Saône-et-Loire, Bourgogne, Franța inițiat de fratele Roger (Roger Louis Schutz-Marsauche) în 1940. Comunitatea este formată din mai mult de o sută de bărbați din multe națiuni care reprezintă în principal ramurile creștine romano-catolice și protestant. Viața lor se concentrează pe rugăciune și muncă.
Taizé a creat un stil unic de muzică religioasă care reflectă natura meditativă a comunității. Muzica Taizé dezvoltă fraze simple, de obicei versete din Psalmi sau alte părți din Scriptură, repetate sau cântate în canon. Repetiția dorește să ajute meditația și rugăciunea. Instrumentația este formată în jurul chitarei, vioarei și a altor instrumente de tip string.
Comunitatea, deși ca origine vest europeană, caută să primească persoane și tradiții de pe întregul glob. Internaționalizarea este vizibilă chiar și în muzică și rugăciune. Sunt incluse chiar și cântece și icoane din tradiția est-ortodoxă.
Modele de muzică și rugăciune pot fi auzite pe site-ul comunității la 
Comunitatea Taizé a devenit o destinație importantă de pelerinaj creștin. Mii de pelerini călătoresc anual spre Taizé.
Rutina zilnică Taizé este una de ore intense de rugăciune. O zi tipică include următoarele activități:
- Rugăciunea de dimineață
- Micul dejun
- Studiul biblic în grupuri mari
- Discuții pe grupuri mici
- Rugăciunea de amiază
- Muncă de după-amiaza sau studiul Bibliei
- Discuții cu frații
- Cina
- Rugăciunea de seară

Urmând regula benedictină "Ora et labora" (Roagă-te și muncește), toți pelerinii sunt invitați să participe în acest aspect de viață comună în comunitate fie prin spălarea vaselor sau curățarea utilităților comune, contribuția fiecăruia lucrează spre beneficiul tuturor.

## Întâlnirile Europene de Anul Nou
Comunitatea organizează de asemenea Întâlniri de Anul Nou, care au loc de obicei în unul din marile orașe europene din 28 decembrie până în 1 ianuarie. În fiecare an, sute de mii de tineri iau parte la aceste întâlniri, ei sunt primiți de parohii și familii gazdă din aceste orașe.

### Lista orașelor gazdă
- 1978 -  Paris, Franța
- 1979 -  Barcelona, Spania
- 1980 -  Roma, Italia
- 1981 -  Londra, Regatul Unit
- 1982 -  Roma, Italia
- 1983 -  Paris, Franța
- 1984 -  Köln, Germania
- 1985 -  Barcelona, Spania
- 1986 -  Londra, Regatul Unit
- 1987 -  Roma, Italia
- 1988 -  Paris, Franța
- 1989 -  Wroclaw, Polonia
- 1990 -  Praga, Cehia
- 1991 -  Budapesta, Ungaria
- 1992 -  Viena, Austria
- 1993 -  München, Germania
- 1994 -  Paris, Franța
- 1995 -  Wroclaw, Polonia
- 1996 -  Stuttgart, Germania
- 1997 -  Viena, Austria
- 1998 -  Milano, Italia
- 1999 -  Varșovia, Polonia
- 2000 -  Barcelona, Spania
- 2001 -  Budapesta, Ungaria
- 2002 -  Paris, Franța
- 2003 -  Hamburg, Germania
- 2004 -  Lisabona, Portugalia
- 2005 -  Milano, Italia
- 2006 -  Zagreb, Croația
- 2007 -  Geneva, Elveția
- 2009 -  Bruxelles, Belgia
- 2009 -  Poznan, Polonia
- 2010 -  Rotterdam, Regatul Țărilor de Jos
- 2011 -  Berlin, Germania
- 2012           Roma, Italia
- 2013.          Strasbourg, Franta
- 2014.           Praga, Cehia
- 2015.           Valencia, Spania
- 2016.            Riga, Letonia
- 2017             Basel, Suisse
- 2018.            Madrid, Spain
- 2019.            Wroclaw, Polonia
- 2020.            Torino (suspendat, covid)